# 1901 au Nouveau-Brunswick
Chronologie du Nouveau-Brunswick
- 1897
- 1898
- 1899
- 1900
- 1901
- 1902
- 1903
- 1904
- 1905

Cette page concerne les événements survenus en 1901 dans la province canadienne du Nouveau-Brunswick.

## Événements
- Construction du pont de Hartland, aujourd'hui le plus long pont couvert au monde.
- Fondation du village Petit-Rocher-Nord dans le comté de Gloucester.
- Ouverture de la gare de McAdam.
- 28 décembre : le libéral Alexander Gibson est réélu député de sa circonscription fédérale de York lors d'une élection partielle organisée.

## Naissances
- 24 janvier : Clarence Emerson, sénateur.

## Décès
- Charles Black, député.
- 7 mai : George Edwin King, premier ministre du Nouveau-Brunswick.